# Freddy Jackson
Frederick Anthony Jackson (nascido em 2 de outubro de 1956) é um cantor e músico americano. Originalmente de Nova York, Jackson começou sua carreira musical profissional no final dos anos 1970 com a banda de funk Mystic Merlin, da Califórnia. Entre seus hits R&B/soul mais conhecidos estão as canções Rock Me Tonight (For Old Times Sake) (1985), Have You Ever Loved Somebody (1986), Jam Tonight (1986), Do Me Again (1990) e "You Are My Lady" (1985).